# Piero Camilli
Piero Camilli (Roma, 8 novembre 1950) è un imprenditore, politico e dirigente sportivo italiano.

## Biografia
Imprenditore nel settore dell'allevamento e della lavorazione delle carni ovine, Camilli ha sviluppato l'attività commerciale avviata dal padre nel secondo dopoguerra ed è proprietario dell'azienda ILCO (Industria Lavorazione Carni Ovine) con sede ad Acquapendente e operativa in ambito nazionale e internazionale.
Nel 2004 è eletto consigliere con il centro-destra per il comune di Grotte di Castro, suo paese di residenza, ricoprendo anche la carica di assessore. L'8 giugno 2009 viene eletto sindaco in rappresentanza di una lista civica di centro-destra. 
Dal 2010 al 2014 è stato consigliere provinciale della Provincia di Viterbo.
Alle elezioni politiche del 2013 viene candidato al Senato nella lista di Fratelli d'Italia senza essere eletto.
Alle elezioni comunali del 2014 e del 2019 è stato sempre riconfermato sindaco di Grotte di Castro.
Alle elezioni comunali dell'8 e 9 giugno 2024 si ricandida per un quarto mandato, ma viene sconfitto dal suo avversario Antonio Domenico Rizzello.

## Nel mondo del calcio

### Unione Sportiva Castrense
L'ingresso nel mondo del calcio avviene negli anni novanta con l'Unione Sportiva Castrense, squadra del comune di Grotte di Castro, con cui dal 1995 al 1999 ottenne quattro promozioni in altrettanti anni, passando dalla Seconda Categoria alla Serie D. Nell'annata 1999-00 la squadra ottiene una salvezza nel massimo campionato regionale e vince la Coppa Italia Serie D. L'anno successivo lascia la presidenza del club, pur rimanendone il proprietario. 

### Unione Sportiva Grosseto Football Club 1912
Il 23 giugno 2000, Camilli ha acquistato il Grosseto, squadra del capoluogo maremmano la quale, in difficoltà societarie, era costretta nei campionati dilettantistici. Sotto la sua presidenza, la squadra biancorossa è passata in sette anni dalla Serie D alla Serie B, vincendo un campionato di Serie C2, uno di C1 e una Supercoppa di Lega Professionisti di Serie C1, primo trofeo ufficiale della storia della società unionista. Nel giugno 2009, dopo l'eliminazione subita dal Grosseto da parte del Livorno nella doppia semifinale play-off per la promozione in Serie A, ha annunciato la decisione di abbandonare la presidenza. La decisione è poi rientrata.
Il 26 luglio 2012 Camilli viene deferito dalla Procura Federale della FIGC per illecito sportivo in riguardo alla partita Ancona-Grosseto del 2010-2011. Il 1º agosto il procuratore federale Stefano Palazzi richiede per lui 5 anni di inibizione più preclusione mentre per il Grosseto richiede la retrocessione in Lega Pro con 3 punti di penalizzazione.
Il 10 agosto in primo grado la Commissione Disciplinare gli conferma la squalifica.
Camilli ha commentato così la sentenza: «Sono stato condannato senza che ci fosse uno straccio di prova, i giudici hanno creduto a una persona che è stata in carcere».
Il 22 agosto in secondo grado viene totalmente prosciolto e così il Grosseto ha potuto giocare normalmente in Serie B.
Il 16 aprile 2013, dopo sei anni nella serie cadetta, il Grosseto retrocede matematicamente in Lega Pro a cinque giornate dal termine del campionato: nel corso della stagione Piero Camilli lascia la carica di presidente e il club passa in mano ai figli Vincenzo e Luciano. Ufficialmente la società viene retta prima da un amministratore delegato (Antonio Ranucci) e successivamente da un amministratore unico (Luciano Cafaro) fino al 30 giugno 2015, data in cui Camilli non iscrive la squadra al successivo campionato di Lega Pro, consegnando la formazione maremmana al Comune di Grosseto nella figura del sindaco Emilio Bonifazi. Il gesto costringe di fatto la società a ripartire dal dilettantismo, facendo terminare nel peggiore dei modi l'era Camilli.
Nel corso degli anni alla guida del club maremmano, si è guadagnato l'appellativo di "mangiallenatori", avendo effettuato circa trentacinque cambi di guida tecnica in quindici stagioni. Il primo allenatore fu Lamberto Magrini, esonerato prima dell'inizio del campionato, che successivamente è tornato sulla panchina del Grosseto in altre tre occasioni e l'ultimo fu Massimo Silva, nel 2014-2015.
Il 9 febbraio 2015 la procura di Cremona termina le indagini e formula per lui e altri indagati le accuse di associazione a delinquere e frode sportiva.

### Associazione Calcio Pisa 1909
Nell'agosto 2009, poi, Camilli è entrato col 20% di quote nel neonato AC Pisa 1909 (erede del retrocesso in Prima Divisione e fallito Pisa Calcio) assieme agli amici imprenditori Aringhieri e Battini. La squadra pisana ottiene la promozione dalla Serie D alla Lega Pro già nell'aprile 2010, avendo a disposizione un tecnico come Stefano Cuoghi e un organico di categoria senza dubbio superiore, annoverando calciatori esperti come Marco Carparelli e giovani promettenti. Il 15 giugno 2011 Camilli dichiara in un primo momento di voler cedere le sue quote e di non volersi interessare più del Pisa, ma il 30 giugno successivo fa dietrofront e chiede espressamente al socio Carlo Battini di cedergli le sue quote. Nel corso del campionato però Battini rileva tutte le quote di Camilli, che conclude così la sua esperienza pisana e torna a concentrarsi esclusivamente sul Grosseto.

### Viterbese Castrense
Nel giugno 2013, Piero Camilli diventa nuovo direttore e patron della Viterbese, che ripartì dall'Eccellenza in seguito a un fallimento. Già proprietario dell'A.D.C. Castrense, società calcistica del piccolo comune di Grotte di Castro di cui Camilli è sindaco, decide di portare a Viterbo il titolo sportivo della sua squadra creando così l'A.D.C. Viterbese Castrense. Al termine della stagione, la squadra viene promossa in Serie D. Nella stagione 2015-2016 la Viterbese vince il campionato di Serie D e viene promossa in Lega Pro. Nella stessa stagione vince anche lo Scudetto Dilettanti.
Nelle 2 stagioni seguenti in Serie C, la squadra raggiunge i play-off per la Serie B. Nella stagione 2018-2019 la squadra vince la sua prima Coppa Italia Serie C che le permette di accedere per il terzo anno consecutivo ai play-off, questa volta partendo dal primo turno della fase nazionale. Nell'estate del 2019, cede la società all'imprenditore Marco Arturo Romano.